# Atyphloceras echis
Atyphloceras echis är en loppart som beskrevs av Jordan et Rothschild 1915. Atyphloceras echis ingår i släktet Atyphloceras och familjen mullvadsloppor.

## Underarter
Arten delas in i följande underarter:
- A. e. echis
- A. e. longipalpus